# Яранский уезд
Яра́нский уе́зд — административно-территориальная единица в составе Казанской и Вятской губерний, существовавшая в 1719—1928 годах. Уездный город — Яранск.

## Географическое положение
Уезд располагался на юге Вятской губернии, граничил с Казанской губернией. Площадь уезда составляла в 1897 году 11 519,5 верст² (13 109 км²), в 1926 году — 12 239 км².

## История
Яранский уезд известен с допетровских времён, известны писцовые книги уезда, относящиеся ко времени правления Василия Шуйского. В 1708 году уезд был упразднён, а город Яранск отнесён к Казанской губернии. В 1719 году, при разделении губерний на провинции, образован Яранский дистрикт в составе Казанской провинции Казанской губернии. В 1727 году дистрикты были упразднены, и Яранский дистрикт преобразован в Яранский уезд. 
В 1780 году Яранский уезд отнесён к Вятскому наместничеству, которое в 1796 году стало именоваться Вятской губернией. В то же время Армачинская волость (нынешний Тоншаевский район) из Яранского уезда была передана в Ветлужский уезд Костромской губернии.
В 1802 территории ликвидированного Царёвосанчурского уезда были присоединены к Яранскому. 
19 сентября 1919 года из Яранского уезда в Советский были переданы Водозерская, Ильинская, Коленурская, Петропавловская, Советская и Троицкая волости. В 1920 году Ернурская и Кадамская волости были переданы в состав вновь образованной Марийской автономной области.
14 января 1929 года Вятская губерния была упразднена и Яранский уезд был включён в состав Нижегородской области.
10 июня 1929 года уезд был упразднен, его территория разделена на Яранский, Санчурский, Пижанский и Советский районы Нижегородского края.

## Демография
В 1646 по переписи Г. М. Юшкова в уезде крестьянских и бобыльских дворов — 144 (563 чел.), посадских, оброчных и помещичьих крестьян и бобылей — 320 дворов (1222 чел.). Поместья Семёна Бибикова — 3 деревни (6 дворов, 22 чел.) и Петра Вакулова — 1 деревня (3 двора). Ясачной черемисы в уезде: на 1625 — 929, 1627 — 1226, 1636 — 1304 двора. В 1678 в уезде 385 дворцовых дворов.
По данным переписи 1897 года в уезде проживало 366 773 чел. В том числе русские — 86,0 %, марийцы — 13,9 %. В Яранске проживало 4 808 чел., в Царёвосанчурске — 1 266 чел.
По итогам всесоюзной переписи населения 1926 года население уезда составило 397 730 человек, из них городское — 10 939 человек.

## Административное деление

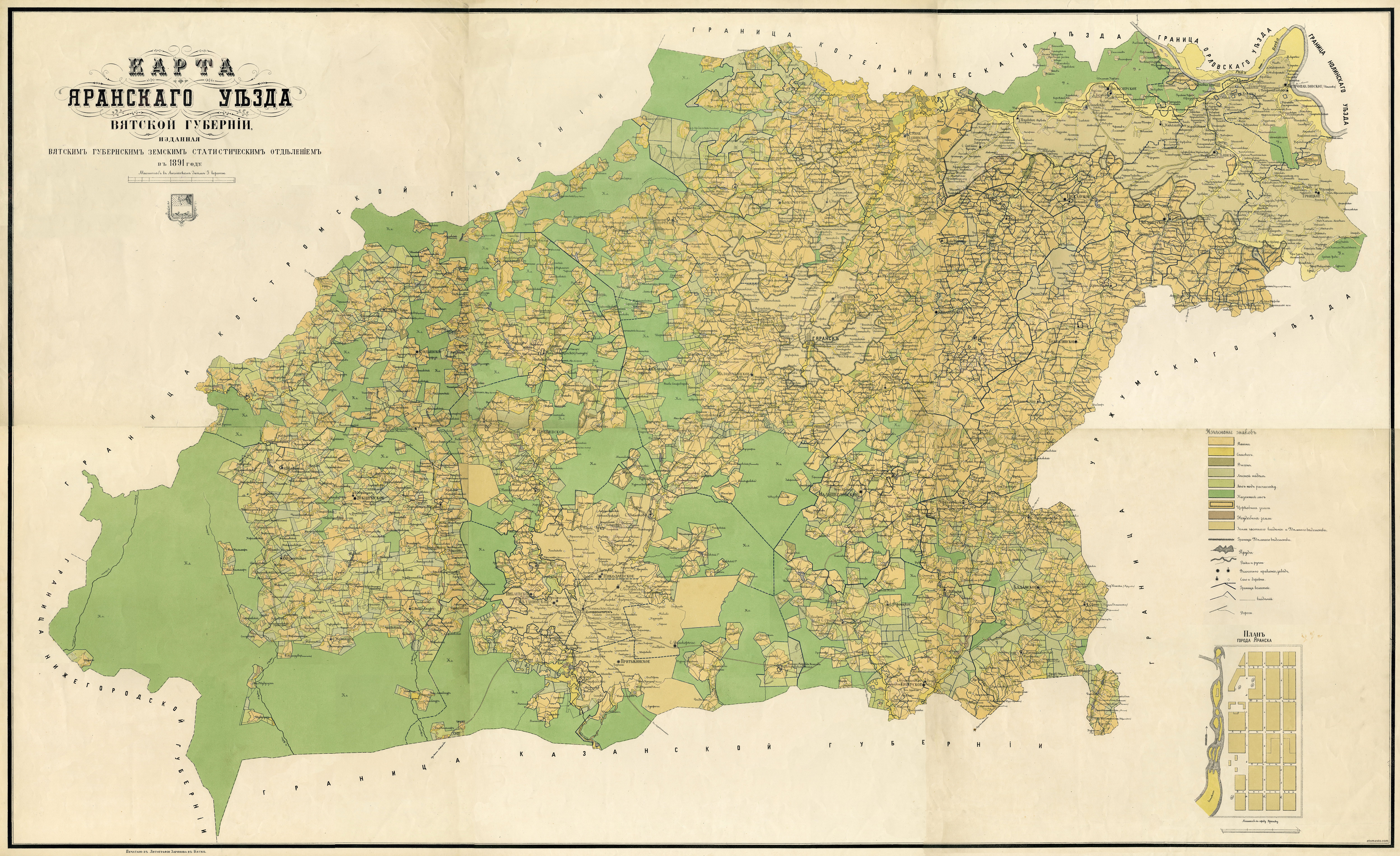
Карта Яранского уезда 1891 года

### Волости (XVII век)
- Витлинская
- Жеребецкая
- Ижмаринская
- Ирпольская
- Кикнурская
- Кугушергу
- Лузмари
- Масленская
- Ошлинская
- Пижемская
- Пиштанская
- Сютюцкая
- Уртминская
- Шуварская
- Яранская

### Волости (XIX век)
В 1891 году в состав уезда входила 28 волостей:
| № п/п | Волость         | Волостное правление | Число селений | Население |
| ----- | --------------- | ------------------- | ------------- | --------- |
| 1     | Великоречинская | с. Великоречье      | 26            | 8797      |
| 2     | Водозерская     | д. Борок            | 124           | 17 759    |
| 3     | Ернурская       | д. Большая Латсола  | 62            | 15 470    |
| 4     | Зыковская       | д. Алехино          | 102           | 11 848    |
| 5     | Ильинская       | с. Ильинское        | 81            | 15 510    |
| 6     | Ихтинская       | с. Ихта             | 41            | 6761      |
| 7     | Кадамская       | с. Средний Кадам    |               | 18 895    |
| 8     | Колянурская     | п. Подпосадная      | 69            | 8076      |
| 9     | Комаровская     | с. Алексеевское     | 124           | 17 944    |
| 10    | Кукарская       | сл. Кукарка         | 28            | 7956      |
| 11    | Кундышская      | с. Русские Краи     | 177           | 29 368    |
| 12    | Малошалайская   | д. Малые Шалаи      | 176           | 21 445    |
| 13    | Малощегловская  | починок Малые Щеглы | 99            | 18 337    |
| 14    | Николаевская    | с. Галицкое         | 36            | 7757      |
| 15    | Пачинская       | с. Пачи             | 98            | 15 288    |
| 16    | Петропавловская | с. Ишлык            | 42            | 5807      |
| 17    | Пибаевская      | д. Ведерниково      | 59            | 8647      |
| 18    | Пижанская       | с. Пижанка          | 48            | 6533      |
| 19    | Пиштанская      | д. Пиштань          | 84            | 10 717    |
| 20    | Притыкинская    | д. Боркино          | 22            | 5831      |
| 21    | Сердежская      | с. Сердеж           | 92            | 9612      |
| 22    | Сметанинская    | с. Сметанино        | 15            | 3983      |
| 23    | Тожсолинская    | с. Воя              | 127           | 16 825    |
| 24    | Троицкая        | с. Троицкое         | 76            | 9388      |
| 25    | Успенская       | с. Успенское        | 30            | 5449      |
| 26    | Цекеевская      | с. Знаменское       | 64            | 12 431    |
| 27    | Шешургская      | с. Шешурга          | 73            | 11 807    |
| 28    | Юкшумская       | с. Рудинское        | 166           | 28 642    |

К 1913 году были образованы Кикнурская (центр — с. Кикнур), Кокшагская (центр — с. Кокшага), Корляковская (центр — с. Корляки), Шарангская (центр — с. Шаранга).

### XX век (1926 год)
По переписи 1926 года в состав уезда входило 12 волостей, 1 город и 1 рабочий посёлок:
| № п/п | Волость       | Центр          | Число сельсоветов | Число НП | Население |
| ----- | ------------- | -------------- | ----------------- | -------- | --------- |
| 1     | Кикнурская    | с. Кикнур      | 24                | 272      | 48 014    |
| 2     | Кичминская    | с. Кичма       | 15                | 199      | 21 317    |
| 3     | Пижанская     | с. Пижанка     | 17                | 287      | 32 580    |
| 4     | Салобелякская | с. Салобеляк   | 12                | 139      | 21 020    |
| 5     | Санчурская    | с. Санчурск    | 30                | 279      | 57 798    |
| 6     | Советская     | с. Советское   | 13                | 197      | 26 947    |
| —     | —             | село Советское | —                 | —        | 4827      |
| 7     | Тожсолинская  | с. Сердеж      | 15                | 178      | 23 820    |
| 8     | Тужинская     | с. Тужа        | 16                | 145      | 23 082    |
| 9     | Шарангская    | с. Шаранга     | 13                | 104      | 22 341    |
| 10    | Шешургская    | с. Шешурга     | 16                | 166      | 26 390    |
| 11    | Юкшумская     | с. Кушнур      | 19                | 154      | 35 046    |
| 12    | Яранская      | г. Яранск      | 26                | 379      | 48 352    |
| —     | —             | город Яранск   | —                 | —        | 6112      |

## Председатели уисполкома
С 1918 по 1929 годы в Яранском уисполкоме председательствовали:
| Ф. И. О.                                          | Время замещения должности  |
| ------------------------------------------------- | -------------------------- |
| Токарев Николай Александрович — партийный деятель | январь – июнь 1918         |
| Яранцев Андрей Степанович                         | июнь – октябрь 1918        |
| Крупин Дмитрий Васильевич                         | ноябрь 1918 – май 1919     |
| Зыков Александр Андреевич                         | август 1919 – ноябрь 1920  |
| Рылов Петр Алексеевич                             | ноябрь 1920 – январь 1921  |
| Мышкин Азарий Иванович                            | март – июль 1921           |
| Загуляев Георгий Федорович                        | июль – август 1921         |
| Кузнецов Леонид Петрович                          | август 1921 – июнь 1923    |
| Веселков Назар Степанович                         | июнь 1923 – октябрь 1923   |
| Фадюхин Игнатий Сергеевич                         | ноябрь 1923 – октябрь 1924 |
| Редькин Терентий Евграфович                       | октябрь 1924 – март 1927   |
| Шиляев Андрей Варфоломеевич                       | март 1927 – июль 1928      |
| Шустов Степан Матвеевич                           | июль – ноябрь 1928         |
| Шорохов Михаил Иосифович                          | ноябрь 1928 – январь 1929  |
| Ожиганов Никанор Николаевич                       | январь – август 1929       |